# آموزش ضمن خدمت
آموزش ضمن (حین) خدمت از لحاظ سازمانی به آن آموزشی گفته می‌شود که پس از استخدام فرد در سازمان صورت می‌گیرد و هدف از آن آماده‌سازی افراد برای اجرای بهتر مسئولیت‌هایشان و بهبود توانایی‌ها و مهارت‌های آنان است. آموزش ضمن خدمت به صورت امروزی ابتدا در جوامع غربی در سده ۱۴ خورشیدی آغاز شد.

## تعریف آموزش ضمن خدمت
مانند سایر مفاهیمی که به علوم انسانی مربوط هستند، از «آموزش ضمن خدمت» نیز تعریف دقیق و یکسانی وجود ندارد. به بیان دیگر در کشورها و حتی سازمان‌های مختلف با توجه به گسترهٔ آموزش ضمن خدمت، تعاریف متفاوتی از این موضوع وجود دارد.
جان اِف. می در تعریف آموزش ضمن خدمت گفته است: آموزش ضمن خدمت عبارت است از بهبود نظامدار و پیوستهٔ استخدام‌شدگان از نظر دانش، مهارت‌ها و رفتارهایی که به رفاه آنان و سازمان محل خدمتشان کمک می‌کند. به این ترتیب هدف از آموزش ضمن خدمت، ایجاد توانایی بیشتر تولید، افزایش کارایی در شغل کنونی و کسب شرایط بهتر برای دست یافتن به مقامات بالاتر می‌تواند باشد (ابطحی، ۱۳۷۵).
تعاریف بسیار دیگری نیز از آموزش ضمن خدمت ارائه شده‌است. از این تعاریف می‌توان نتیجه گرفت که آموزش ضمن خدمت به آن نوع آموزش گفته می‌شود که:
۱. پس از استخدام فرد در مؤسسه یا سازمان صورت می‌پذیرد.
۲. هدف و منظور از این آموزش، آماده‌سازی افراد برای اجرای بهینهٔ وظایف و مسئولیت‌های کاری است.
۳. این نوع آموزش‌ها عمدتاً در سه محور اساسی «توسعهٔ دانش، بهبود مهارتها و ایجاد یا تغییر نگرش‌ها» ارائه می‌شود.
۴. جهتگیری اصلی این آموزش‌ها، کارها یا وظایف مورد تصدی است.

## انواع آموزش‌های ضمن خدمت
آموزش ضمن خدمت با توجه به ماهیت آموزش‌ها، مدت زمانی که برای آموزش در نظر گرفته می‌شود و نیز هدف و منظور از آموزش، متفاوت است. بر این پایه، آموزش ضمن خدمت به موارد زیر تقسیم می‌شود:
- برپایهٔ زمان: کوتاه‌مدت - بلندمدت - ترکیبی
- برپایهٔ هدف: توجیهی - بازآموزی - جبرانی - دانش‌افزایی
- برپایهٔ ماهیت: ویژه - تخصصی

## تاریخچهٔ آموزش ضمن خدمت
آموزش و پرورش نیروی انسانی در سازمان تا پیش از سده ۱۴ خورشیدی به صورت منظم و علمی مورد توجه نبوده‌است. با رشد سریع شهرها، بزرگتر شدن ادارات دولتی و پیچیده‌تر شدن اداره امور عمومی در اوایل سده ۱۴ خورشیدی، توجه به آموزش کارکنان مورد اهمیت قرار گرفت. نخستین نشانه‌های آموزش منظم نیروی انسانی در مکتب مدیریت علمی مشاهده می‌شود.
تا پس از جنگ جهانی دوم، در کشورهایی مانند انگلستان برنامه‌های آموزشی جامع و مناسبی برای کارکنان سازمان‌های دولتی وجود نداشت. لیکن پس از جنگ، اداره کل کارآموزی و آموزش وابسته به وزارت خزانه‌داری تأسیس شد و برنامه‌های آموزشی خود را برای حل مسائل مربوط به توسعه ملی آغاز نمود. چند سال بعد در فرانسه نیز برای اولی بار مرکز آموزش جدیدی به نام مدرسه ملی امور اداری تأسیس گردید. این مرکز به منظور ارتقاء کیفیت و کارایی نیروی انسانی در سازمان‌های دولتی بر اجرای برنامه‌های آموزشی جامع همت گمارد. دولت آمریکا نیز در سال ۱۳۳۷ با تصویب اولین قانون در کنگره این کشور، راه را برای آموزش نیروی انسانی در بخش دولتی باز کرد.

### آموزش ضمن خدمت در ایران
در ایران نیز مانند بسیاری از کشورها، آموزش ضمن خدمت به صورت شاگرد-استادی وجود داشته‌است، اما آموزش ضمن خدمت به صورت امروزی و به شیوه مؤسسه‌ای تا اواسط دههٔ ۱۳۱۰ مطرح نبوده‌است. در سال ۱۳۱۴ در راه‌آهن ایران مرکزی به نام «هنرستان فنی راه‌آهن» تأسیس شد.
دگرگونی‌های سیاسی و اجتماعی در ایران نیز توجه دولت را به امر آموزش نیروی انسانی در بخش دولتی معطوف کرد. چنان‌که در تهیه قانون استخدام کشوری مصوب ۱۳۴۵، فصل جداگانه‌ای به امر آموزش کارکنان اختصاص داده شد. این اقدام نقطه آغازی در امر آموزش نیروی انسانی در سطح گسترده و منظم تلقی گردید. تأسیس مرکز آموزش مدیریت دولتی در سال ۱۳۴۸ و آغاز فعالتی‌های آموزشی این مرکز جهت آموزش گسترده و منظم در دوره‌های کوتاه‌مدت و بلندمدت، علاوه بر فراهم‌نمودن زمینه‌های آموزش کارکنان دولت، اهمیت موضوع را بیش از پیش آشکار نموده و راه را برای تجدید بنای نیروی انسانی در سازمان‌های دولتی باز کرد.

## آموزش ضمن خدمت معلمان
در ایران دانشگاه فرهنگیان، توانمندسازی و ارتقای شایستگی‌های عمومی، تخصصی و حرفه‌ای منابع انسانی وزارت آموزش و پرورش از طریق آموزش‌های کوتاه‌مدت و تحصیلات تکمیلی را بر عهده دارد. یک میلیون معلم در آموزش و پرورش نیاز به بهسازی دارند و این کار در دانشگاه فرهنگیان زمینه‌ساز تحول در نظام آموزش و پرورش است. از دیرباز مراکر تربیت معلم محوری‌ترین پایگاه در امر آموزش و توانمندسازی معلمان و کارکنان وزارت آموزش و پرورش بوده‌اند. توسعه مهارت حرفه‌ای و توانمندی‌های علمی و تربیتی معلمان با ارتقای کیفی آموزش‌های ضمن خدمت و برنامه‌ریزی برای روزآمد کردن اطلاعات تخصصی و تحصیلات تکمیلی معلمان متناسب با نیاز آموزش و پرورش جزو سیاست‌های کلی ایجاد تحول در نظام آموزش و پرورش است.
این مسئولیت بر عهده مرکز بهسازی منابع انسانی و تحصیلات تکمیلی دانشگاه فرهنگیان است.
معلمان در دوره های ضمن خدمت ثبت نام می کنند و با قبولی در آزمون پایانی این دوره ها رتبه خود را ارتقا می بخشند. ثبت نام کنندگان دوره های محتوای آموزشی دوره را در سامانه LMS.rayadars.com دریافت می نمایند. هر سال برای هر مبحث (تربیت، تربیت قرآنی، سیاسی اجتماعی، مشاوره) 4 مرحله آزمون برگزار می شود و مجموع نمرات کسب شده در طول آزمون های میان دوره‌ای، قسمتی از نمره نهایی را تشکیل خواهند داد، لذا همه فراگیران باید در تمام آزمون ها شرکت نمایند تا بتوانند، نمره کامل دوره را دریافت کنند.

## اهمیت و ضرورت آموزش ضمن خدمت
پیشرفت و بالندگی هر کشور به انسان‌های آن کشور بستگی دارد و نیروی انسانی کارامد و با دانش است که یک جامعه را بالنده و پیشرفته می‌گرداند. تحقق توسعه، نیازمند پرورش نیروی انسانی باکیفیت و باصلاحیت است و پیشرفت همه‌جانبه بدون داشتن انسان‌هایی فرهیخته و متدمن ممکن نیست.
فرایند آموزش و به‌سازی از فعالیت‌های ضروری و پیگیر برای تطبیق نیروی انسانی با شرایط متغیر سازمان و محیط می‌باشد و آموزش، ابزاری است که به وسیله فنون و روش‌های مختلف، مدیران را در اداره سازمان‌ها یاری می‌رساند. ایجاد یک نظام اداری مطلوب و مناسب، تا اندازه زیادی به کمک آموزش و ارتقاء توانمندی‌های نیروی انسانی امکان‌پذیر است.
چیرگی روزافزون انسان بر طبیعت و شناخت و آگاهی از ناشناخته‌ها و پژوهش برای یافتن تکنیک‌ها و ابزارهای جدید به منظور حل مسائل و مشکلات جامعه به ویژه در کشورهای در حال پیشرفت، مسئله آموزش نیروی انسانی را بیش از پیش مهم و مؤثر نموده است.

### اهمیت آن در ایران
ایران کشوری بزرگ و نسبتاً پرجمعیت است که در حال حرکت به سوی پیشرفت است و از نیروی انسانی جوان بزرگی برخوردار است. ایران ساختار اداری بزرگی دارد و سطح سواد و دانش بسیاری از کارکنان این کشور در سطح مطلوبی نیست. همچنین بسیاری از افراد نیز ممکن است در شغلی غیرمرتبط با رشتهٔ تحصیلی‌شان مشغول تحصیل باشند. این موارد و موضوعات بسیار دیگری اهمیت فراوان آموزش ضمن خدمت را در ایران نشان می‌دهد.
ایران سال‌هاست برای رسیدن به پیشرفت و توسعه مطلوب در تکاپوست، یکی از اهداف راهبردی و بلندمدت مدیران بلندپایه این کشور، رهانمودن اقتصاد کشور از درآمدهای نفتی و اتکاء به درآمدهای غیرنفتی به عنوان مهم‌ترین منبع درآمد و مؤثرترین ابزار توسعه می‌باشد. در این راستا آموزش نیروی انسانی و ارزیابی آثار آن بر افزایش عملکرد آنان، بسیار حایز اهمیت است. آموزش صحیح نیروی انسانی، ضمن اینکه در سطح سازمان‌های دولتی باعث ارتقاء عملکرد کارکنان و سازمان می‌گردد زمینه‌های برخورد مناسبتر کارکنان با مراجعان را نیز فراهم می‌نماید. رابطه‌ای که در ایران هنوز از جایگاه مطلوبی برخوردار نیست. در این زمینه تاکنون پژوهش‌های کاربردی قابل توجهی انجام نگرفته‌است.